# Nati nel 1354
| Questa pagina contiene informazioni ricavate automaticamente dalle voci biografiche con l'ausilio del template Bio e di un bot. L'aggiornamento è periodico e automatico e ricostruisce completamente la pagina. Se manca una persona in questa lista, sei pregato di non aggiungerla, ma accertati piuttosto che la sua voce biografica contenga il template Bio e che i dati anagrafici siano correttamente compilati. Se il template Bio manca, inseriscilo tu stesso o, in alternativa, metti l'avviso {{tmp\|Bio}} che ne segnala la mancanza. Se i dati riportati sono sbagliati, correggi direttamente la voce biografica; le modifiche saranno visibili in questa lista entro pochi giorni. Per chiarimenti vedi il progetto biografie. La lista contiene solo le 12 persone che sono citate nell'enciclopedia e per le quali è stato implementato correttamente il template Bio. Pagina aggiornata al 18 ago 2025. |

- 25 aprile - Bonaccorso Pitti, scrittore, diplomatico e politico italiano († 1432)
- Stefano Agazzari, religioso italiano († 1433)
- Jean de Montreuil, scrittore francese († 1418)
- Costanza di Castiglia, principessa spagnola († 1394)
- Alfonso Enríquez, nobile spagnolo († 1429)
- Eric IV di Sassonia-Lauenburg, duca († 1411)
- Guglielmo di Estouteville I, vescovo francese († 1414)
- Margherita di Joinville, nobildonna francese († 1417)
- Oddone di Thoire-Villars, nobile († 1414)
- Skirgaila, duca († 1397)
- Violante Visconti, nobile italiana († 1386)
- Verde d'Este, nobile italiana († 1400)